# Paul Arnold (storico)
Paul Arnold (Soultz-Haut-Rhin, 11 febbraio 1909 – Mentone, 31 luglio 1992) è stato uno storico, giudice e scrittore francese.

## Biografia
Dopo aver studiato arte e diritto a Strasburgo e poi a Parigi, alternò la carriera giuridica, che lo portò alla presidenza della Corte di giustizia di Parigi, a quella di storico e scrittore, iniziata nel 1946 con la pubblicazione del libro Frontières du théâtre, premiato l'anno successivo dall'Académie française. Studioso di esoterismo, buddismo e storia del teatro, ha tradotto in francese opere di Shakespeare e Nietzsche. Molte sue opere furono tradotte in Italia, tra queste, la sua Histoire des Rose-Croix et les origines de la franc-maçonnerie (Paris, Mercure de France, 1955, anch'essa premiata dall'Académie française) ebbe l'attenzione di Umberto Eco, che scrisse la prefazione alla traduzione italiana. In Italia collaborò anche a periodici quali "Sipario" e "Il dramma", e alla rivista della Biennale di Venezia. Nel 1975 fondò l'Unione Buddhista Europea.

## Opere principali
In edizione italiana
- Il piccolo sarto, Torino, Società Editrice Torinese, 1953
- Con i lama del Tibet, Roma, Città nuova, 1972
- Viaggio fra i mistici del Giappone, Milano, Rusconi, 1974
- Il libro dei morti maya, Roma, Edizioni mediterranee, 1980
- Storia dei Rosa-Croce, a cura di Giuseppina Bonerba; prefazione di Umberto Eco, Milano, Bompiani, 1989